# Bergsport

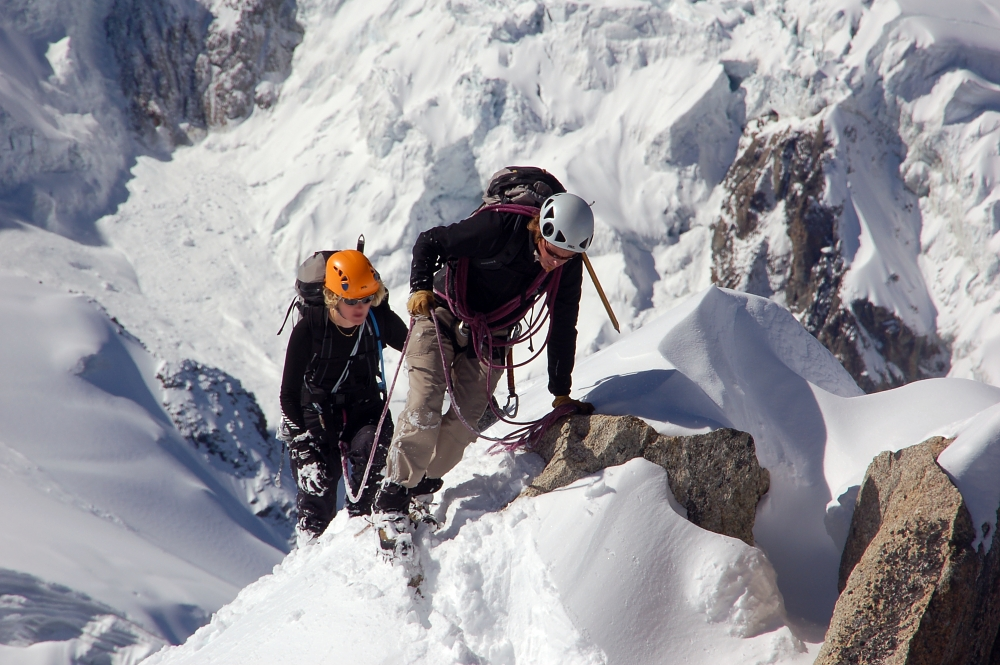
Bergsteiger an der Aiguille du Midi.

Der Begriff Bergsport oder Alpinsport umfasst mehrere, im Gebirge ausgeübte Sportarten. Im Gegensatz zum weiter gefassten Begriff des Alpinismus beschränkt sich der Begriff Bergsport auf die sportliche Ebene und lässt soziale, kulturelle und wirtschaftliche Aspekte der Alpen-Region außen vor.
Als Freizeitbeschäftigung breiter Bevölkerungsschichten erfuhr der moderne Bergsport in den letzten Jahren einen neuen Aufschwung. Traditionelle Formen des Bergsports, wie z. B. das Bergwandern oder das Bergsteigen wurden den Erfordernissen und Erwartungen einer modernen Freizeitkultur angepasst und erfreuen sich heute in vielfältiger Form nicht nur unter professionellen Alpinistinnen und Alpinisten einer steigenden Beliebtheit. Allerdings sind die Grenzen zwischen den verschiedenen Ausprägungen des Bergsports oft fließend. Bis dato existiert kein international standardisierter Begriff des Bergsports bzw. auch kein Reglement, welche Disziplinen des Sports dem Bergsport zuzurechnen sind.

## Bergsporttourismus
Viele Veranstalter bieten die verschiedenen Bergsportarten als geführte Touren an. Diese ermöglichen es sowohl Anfängern, als auch Fortgeschrittene, diese Bergsportaktivitäten unter sachkundiger Leitung durchzuführen. Die Leiter dieser Touren, meist Bergführer, kennen die möglichen Gefahren auf ihren Touren und begleiten die Teilnehmer. Dabei besteht das Angebot vor allem aus individualisierten Touren für spezielle Zielgruppen, wie geführte Gipfel- und Gletschertouren, Gratüberschreitungen und Weitwanderungen, Ski- oder Canyoningtouren, Outdoor-Abenteuer für Einsteiger, Fortgeschrittene, mit der ganzen Familie oder als Firmen-Event.
Bergführerbüro, Alpinschule, Bergsteigerschule, Aktiv Sport – sind unter anderem die unterschiedlichsten Bezeichnungen für Bergsportschulen. Um die Qualität und Sicherheit der Teilnehmer zu gewährleisten, gibt es immer mehr Verbände, wie unter anderem den Verband der Deutschen Bergsteigerschulen e. V. und den Tiroler Bergsportführerverband mit ihren Gütesiegeln.
Damit passen sie sich den Veränderungen im Reiseverhalten der Touristen an, die seit einigen Jahren beobachtet werden. So haben Studien der Universität Bern herausgefunden, dass Reisende zunehmend individualisierte und flexible Reiseangebote erwarten. Es werden vor allem Angebote gesucht, die abwechslungsreiche und intensive Erlebnisse ermöglichen.

## Bergsport und Naturschutz
Da der Bergsport häufig in der noch unberührten Natur stattfindet, ist es wichtig auf eine nachhaltige und umweltschonende Ausübung des Bergsports zu achten. Aus diesem Grund wurden von verschiedenen Bergsport- und Alpenvereinen Richtlinien für einen umweltschonenden Bergsport aufgestellt. Dazu gehört zum Beispiel, dass man Pflanzen nicht pflücken, sondern nur fotografieren soll.
Neben diesen Maßnahmen wurde von den Alpenstaaten und der EU ein Rahmenprogramm für eine übergreifende Alpenpolitik vereinbart. Die Vereinbarung ist auch unter dem Begriff Alpenkonvention bekannt und umfasst neben den Naturschutz die Bereiche Raumplanung, nachhaltige Entwicklung, Berglandwirtschaft, Landespflege, Bergwald, Tourismus, Bodenschutz, Energie und Verkehr.